# Zanon de Castiglione
Zanon de Castiglione, né à Milan et mort le 11 septembre 1459 au château de  Neuilly, est un évêque franco-italien du XVe siècle. Il est de la famille du pape Célestin IV, du cardinal Branda Castiglione, évêque de Plaisance, puis de  Lisieux et enfin de Porto, du cardinal Jean de Castiglione, évêque de Coutances, puis de Pavie, et de  Pie VIII.

## Biographie
Docteur en droit, Zanon devient évêque de Lisieux en 1423 par la résignation que le cardinal Branda, son oncle, lui fait de cet évêché. En 1431, Zanon de Castiglione et Philibert de Montjeu, évêque de Coutances, frappent de réprobation l'inique jugement qui condamne Jeanne d'Arc. Sous son épiscopat est fondée l'université de Caen et l'évêque de Bayeux est nommé premier conservateur des privilèges . Par une bulle de 1432, le pape Eugène IV autorisa sa translation à l'évêché de Bayeux qui lui a été disputé par Pierre Cauchon, évêque de Beauvais, Richard de Courcy, et Jean d'Esquay, chanoine de Bayeux. Richard de Courcy, qui n'avait été élu que par une fraction minime du chapitre, renonce aussitôt à cette élection. Triomphant de ses deux autres concurrents, Zanon reste seul maître de l'évêché et Zanon prête serment pour cette église entre les mains de Henri VI, roi d'Angleterre.
Deux ans après, ce prince l'envoie avec d'autres prélats au concile de Bâle. Grâce à ses soins, Eugène IV autorise en 1437, l'érection de l'université de Caen.
Zanon souscrit en 1439 au concile de Florence. En 1440 Eugène IV le charge, de concert avec Alain de Coétivy, évêque d'Avignon, de punir, en vertu d'un édit synodal, des schismatiques qui s'étaient élevés en Provence, dans le Dauphiné et dans la Guyenne. Henri VI, qui l'a nommé en 1441, l'un de ses secrétaires et admis dans son grand conseil en 1442 l'envoie pour traiter avec les ambassadeurs de Charles VII, du jour et du lieu où l'on peut conclure une paix définitive.
Zanon de Castiglione abandonne peu après le parti des Anglais pour se ranger sous les drapeaux du roi de France. À cette nouvelle, Matthieu Goth, qui commande le château de Bayeux au nom du roi d'Angleterre, met au pillage le palais épiscopal. La bataille de Formigny de 1450 force les Anglais à abandonner la Normandie dont ils sont les maîtres depuis 1417. Zanon va trouver alors Charles VII à Argentan et lui prête serment de fidélité.
Zanon fait restaurer en 1444 la chapelle de saint Regnobert, enrichit sa cathédrale de plusieurs ornements.